# Ann Sullivan
Ann Sullivan (Fargo, Dakota del Norte; 10 de abril de 1929-Los Ángeles, California; 13 de abril de 2020) fue una animadora estadounidense, que trabajó principalmente para Disney Animation.

## Biografía
Nacida en Fargo, Dakota del Norte, Sullivan siguió a su hermana a California y se matriculó en el ArtCenter College of Design en Pasadena. Al graduarse en la década de 1950, comenzó a trabajar en el laboratorio de pintura de animación de Disney Studios como bocetista. Más tarde, se tomó un permiso de ausencia para criar a sus cuatro hijos, pero regresó en 1973 para trabajar en Hanna-Barbera.
Sullivan finalmente regresó a la animación para Disney a fines de la década de 1980, ingresando al departamento de tinta y pintura, trabajando en películas como Oliver & Company (1988), The Little Mermaid (1989), The Prince and the Pauper (1990). En la década de 1990, pintó cels para El Rey León (1994), Pocahontas (1995), Hércules (1997) y Tarzán y Fantasia 2000 (ambos 1999). En la década de 2000, trabajó en The Emperor's New Groove (2000), Lilo & Stitch y Treasure Planet (ambos en 2002).

## Muerte
Sullivan pasó los años restantes residiendo en la Casa de Campo y Hospital Motion Picture & Television, donde murió el 13 de abril de 2020, tres días después de su cumpleaños número 91. Le sobreviven sus cuatro hijos.